# Diecezjalny Instytut Muzyki Kościelnej w Opolu
Diecezjalny Instytut Muzyki Kościelnej w Opolu (DIMK) - ośrodek kształcący muzyków kościelnych w diecezji opolskiej. Powołany 14 kwietnia 2011 roku przez biskupa opolskiego Andrzeja Czaję. Instytut kontynuuje działalność zapoczątkowaną 17 września 1974 przez biskupa Antoniego Adamiuka. Od roku 2016 Instytut jest organizacją pożytku publicznego. Celem DIMK jest prowadzenie działalności pożytku publicznego, edukacyjnej, duszpasterskiej, organizacyjnej, koncertowej i promocyjnej w obszarze wyższej kultury muzycznej.
Instytut kontynuuje ponad 45-letnią tradycję kształcenia muzyków kościelnych na Opolszczyźnie.
Siedziba Instytutu mieści się w Opolu przy ulicy Grunwaldzkiej 7.

## Historia i nazewnictwo

### 1974-1975 – Ośrodek Kształcenia Organistów[3]
17 września 1974 roku bp Antoni Adamiuk wystosował pismo informujące o powstaniu trzyletniego "Studium Organistowskiego" - "Ośrodka Kształcenia Organistów". Początkowo zajęcia odbywały się raz w tygodniu i obejmowały przedmioty z muzyczno-liturgiczne. Egzamin wstępny odbył się dnia 1 października. Naukę rozpoczęło 26 uczniów.

### 1975-1984 – Stały Ośrodek Kształcenia Organistów Diecezji Opolskiej – Studium Organistowskie
Dekretem z 3 października 1975 roku bp Franciszek Jop nadał prawne podstawy działania, nazywając go "Stałym Ośrodkiem Kształcenia Organistów Diecezji Opolskiej"[2]. W społeczności przyjęła się jednak nazwa "Studium Organistowskie". Naukę w roku 1975 rozpoczęły 34 osoby. Naukę prowadzono w salach przy Katedrze Opolskiej. Zmieniony został program nauczania, a uczniowie ćwiczyli swoje umiejętności na organach katedralnych, w opolskich kościołach lub w parafiach swoich pedagogów. Rok później, w 1976 roku naukę rozpoczęło 25 osób. Łączna liczba wszystkich uczniów to 65 osób. Pierwszy egzamin dyplomowy zdało 7 osób.

### 1984-1994 – Studium Muzyki Kościelnej przy Diecezjalnym Instytucie Pastoralnym – filii KUL
W 1981 r. abp Alfons Nossol powołał Diecezjalny Instytut Pastoralny, działający jako ośrodek naukowo-dydaktyczny i późniejsza filia KUL-u, w skład którego weszło Studium Muzyki Kościelnej. Studium dokonało zmian w procesie kształcenia, a wypracowane wtedy zmiany nadal  stanowią podstawę zakresu nauczania.

### 1994-2011 – Studium Muzyki Kościelnej w strukturze Wydziału Teologicznego Uniwersytetu Opolskiego
W 1994 r. Instytut Pastoralny i Wyższa Szkoła Pedagogiczna zostały połączone w Uniwersytet Opolski. Studium działało w ramach Wydziału Teologicznego jako jedna z instytucji przywydziałowych.

### 2003-2011 – Studium Muzyki Kościelnej przy Centrum Kultury i Nauki Wydziału Teologicznego
Ze względów organizacyjnych Studium funkcjonowało w ramach Centrum Kultury i Nauki Wydziału Teologicznego. Nie zmienił się sposób nauczania, a jedynie dostosowano się do przepisów i ram formalno-prawnych.

### Od 2011 roku – Diecezjalny Instytut Muzyki Kościelnej
14 kwietnia 2011 r. bp Andrzej Czaja dekretem erygował działalność  Diecezjalnego Instytutu Muzyki Kościelnej.  Od tego czasu  ma swoją osobowość prawną i funkcjonuje jako samodzielny podmiot. Od 2016  roku Instytut jest również Organizacją Pożytku Publicznego.

## Instrumentarium
W Diecezjalnym Instytucie Muzyki Kościelnej znajdują się następujące instrumenty:
-organy:
-instrumenty piszczałkowe: 4
-instrumenty elektroniczne: 3
-pianina:
-instrumenty klasyczne: 4
-instrumenty elektroniczne: 2
-pozostałe instrumenty:
-fortepian: 1
-klawesyn: 1

## Kierunki
Diecezjalny Instytut Muzyki Kościelnej prowadzi naukę na następujących kierunkach:
Organista – kierunek 5-letni
Organista-podyplomowy – kierunek 2-letni
Podstawowe Kształcenie Muzyczne dla Dzieci – Ogródek Muzyczny
Zajęcia przeznaczone są dla dzieci od 1 klasy szkoły podstawowej. Odbywają się w 4 grupach wiekowych.
Prowadzenie Zespołów Instrumentalnych – kierunek 2-letni
Prowadzenie Zespołów Śpiewaczych – kierunek 2-letni
Kurs przygotowawczy
Wokalistyka – specjalność Piosenka religijna- kierunek 2-letni

## Szkoła chóralna
W Diecezjalnym Instytucie Muzyki Kościelnej działają również chóry:
-chór mieszany Schola Cantorum Opoliensis
-chór chłopięcy Pueri Cantores Opolienses
-chór żeński Opolienses Puellae Cantantes

## Wydawnictwa[9]
Diecezjalny Instytut Muzyki Kościelnej we współpracy z opolskimi wydawnictwami przygotowuje płyty z muzyką organową, książki duszpasterskie, wydania nutowe i inne. Do tej pory w poszczególnych seriach ukazały się następujące pozycje:
Serie płytowe:
-Organy Śląska Opolskiego
-Musica Silesiae
-Magister et Discipuli
-Inne albumy poza seriami
-Publikacje duszpasterskie
-Bajki dla dzieci
-Opoliensis Musica Ecclesiastica